# Sky Tower (Auckland)
Pour les articles homonymes, voir Sky Tower.
La Sky Tower est une tour située dans le centre-ville d'Auckland (Nouvelle-Zélande), et qui sert d'émetteur pour la radio et la télévision.

## Caractéristiques

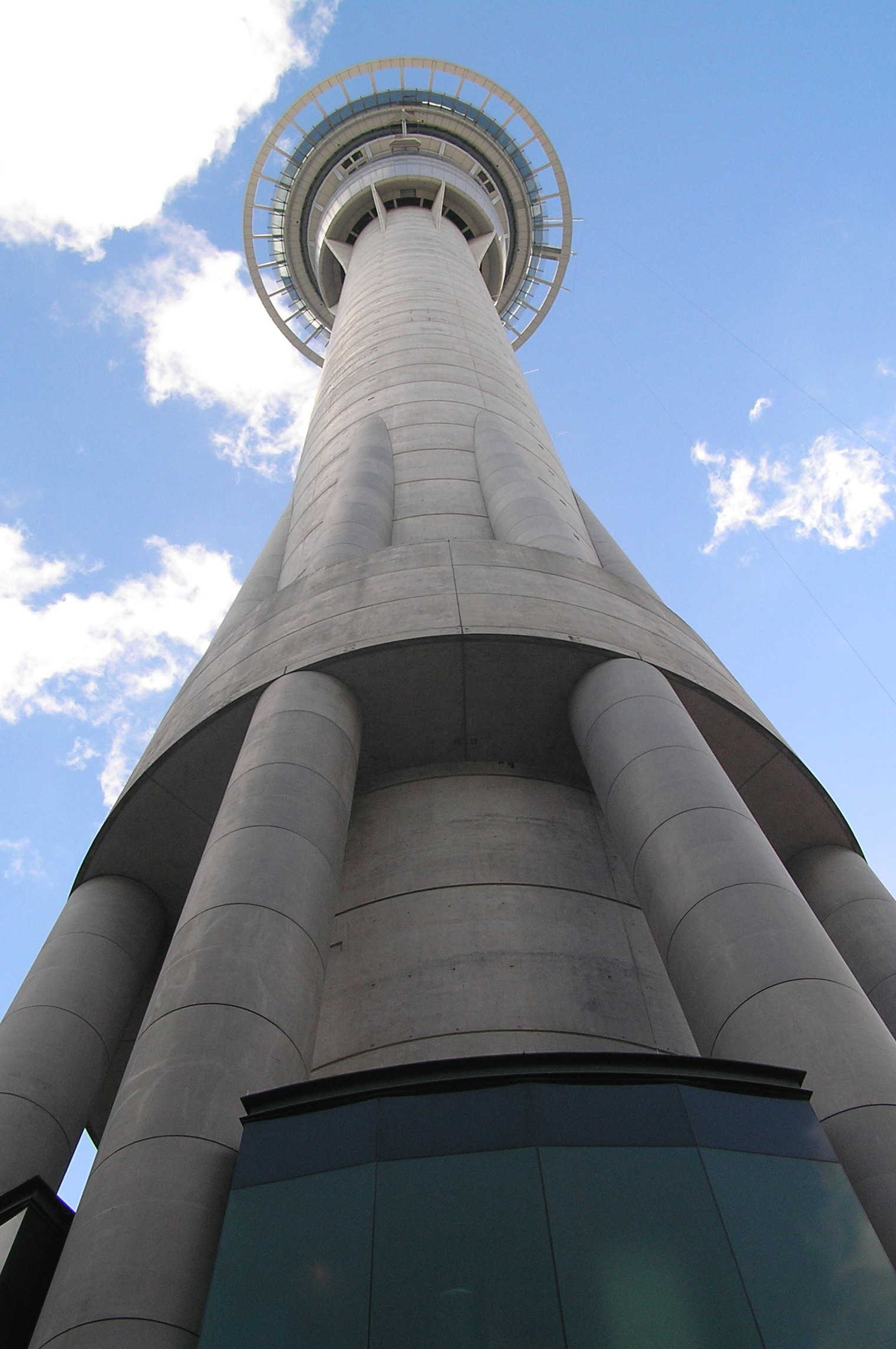
La Sky Tower vue en contre-plongée.

Elle fut inaugurée le 3 mars 1997 après plus de deux ans et demi de travaux qui ont nécessité quelque 15 000 m3 de béton et près de 3 000 tonnes d'acier.
La tour fait partie d'un complexe, la SkyCity qui comprend deux restaurants, un hôtel et le plus grand casino de Nouvelle-Zélande. Du fait de ses 328 mètres de haut, la Sky Tower est le plus haut édifice de l'hémisphère sud. C'est l'une des principales attractions touristiques de la ville d'Auckland, en effet les visiteurs (près de 700 000 chaque année) ont la possibilité d'accéder à trois plates-formes plus ou moins hautes afin d'admirer la vue sur toute la région d'Auckland. Par temps clair, il est possible de voir jusqu'à 82 kilomètres au loin.